# Liste von Bergen und Erhebungen in Eritrea
Dies ist eine Liste von Bergen und Erhebungen in Eritrea:
| Höhe   | Name         | Region                             | Koordinate            | Bemerkung        |
| ------ | ------------ | ---------------------------------- | --------------------- | ---------------- |
| 3047 m | Dega         | Debub                              | 14° 46′ N, 039° 32′ O | höchste Erhebung |
| 3038 m | Amba Mossino | Debub                              | 14° 45′ N, 039° 31′ O |                  |
| 3013 m | Soira        | Debub                              | 14° 44′ N, 039° 31′ O |                  |
| 2833 m | Amba Debra   | Debub / Semienawi Kayih Bahri      | 14° 43′ N, 039° 38′ O |                  |
| 2820 m | Ādī-Hans     |                                    | 15° 06′ N, 039° 20′ O |                  |
| 2820 m | Dahan Dahan  | Debub                              | 14° 45′ N, 039° 34′ O |                  |
| 2797 m | Sihat        |                                    | 14° 57′ N, 039° 26′ O |                  |
| 2733 m | Amba Marrod  | Debub                              | 14° 42′ N, 039° 34′ O |                  |
| 2722 m | Addishum     |                                    | 14° 55′ N, 039° 26′ O |                  |
| 2714 m | Alil’        |                                    | 14° 54′ N, 039° 25′ O |                  |
| 2028 m | Mousa Alli   | Afar-Dreieck, Debubawi Kayih Bahri | 12° 28′ N, 042° 24′ O |                  |